# Wisconsin durant la guerre de Sécession

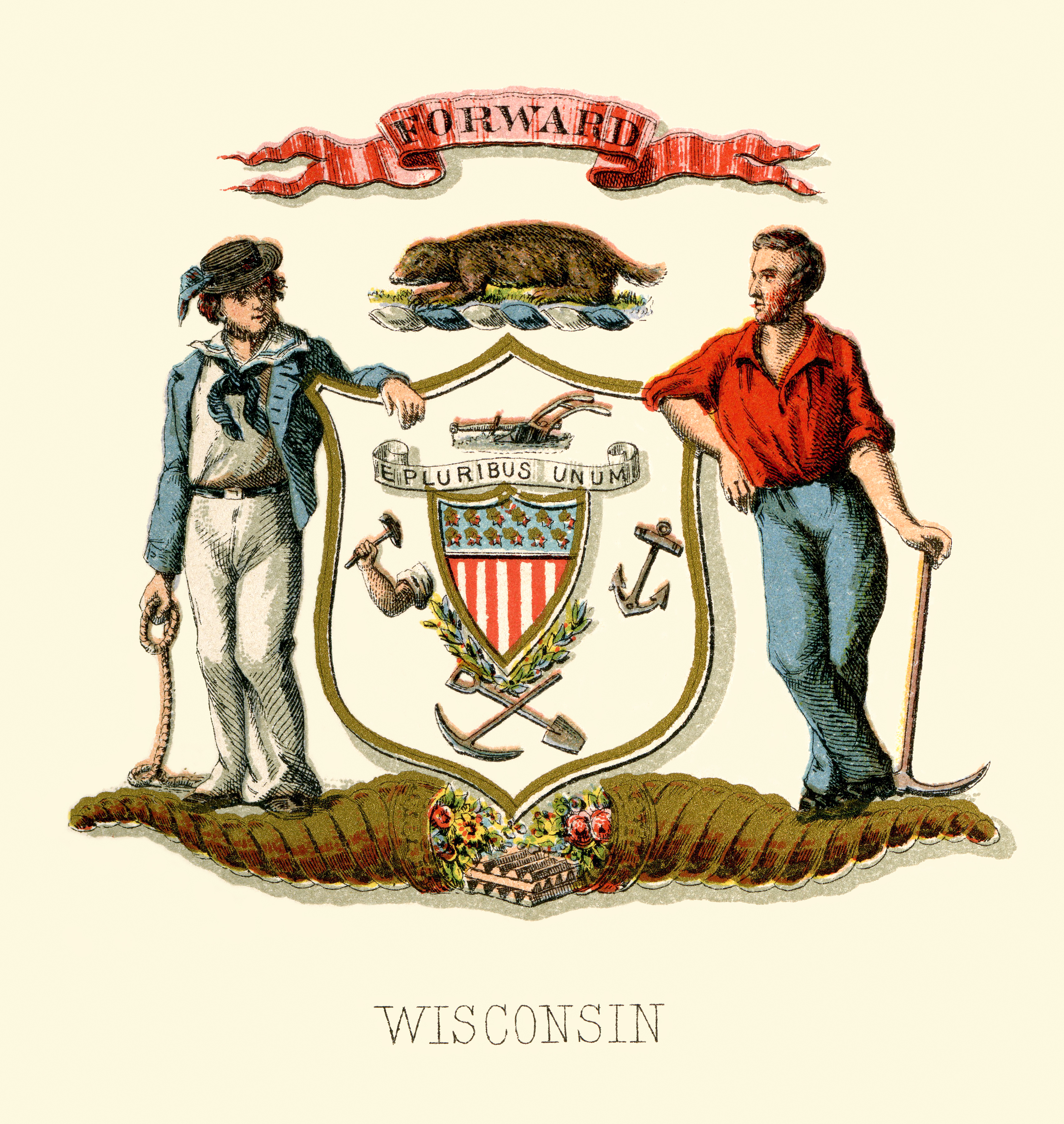
Etat Wisconsin

Le Wisconsin, État du nord-ouest de l'Union, leva 91 200 soldats pour l'armée de l'Union au début de la guerre de Sécession. Ils étaient organisés en 53 régiments d'infanterie, 4 régiments de cavalerie, une compagnie de tireurs d'élite, 13 batteries d'artillerie légère et une unité d'artillerie lourde. La plupart des troupes du Wisconsin servirent à l'Ouest, bien que plusieurs régiments servirent dans les armées de l'Est, dont 3 régiments au sein de la fameuse Iron Brigade levée par le brigadier général Rufus King. Près de 11 000 hommes originaires du Wisconsin furent tués et des milliers sévèrement blessés.
Environ 1 habitant du Wisconsin sur 9 (indépendamment de l'âge, du sexe ou des capacités militaires) servit dans l'armée, et la moitié des votants éligibles.
Un certain nombre de régiments du Wisconsin se distinguèrent, dont les trois qui servirent dans l'Iron Brigade : les 2e, le 6e et 7e Régiments d'infanterie volontaire du Wisconsin.